# Maximino San Miguel de la Cámara
Maximino San Miguel de la Cámara (Huerta de Rey, Provincia de Burgos, 21 de agosto de 1887- Cartagena, 19 de mayo de 1961) fue un geólogo y naturalista español. 

## Biografía
Cursó estudios universitarios en la Facultad de Ciencias de la Universidad Central de Madrid entre 1905 y 1911. En 1911 obtuvo el título de Doctor en Ciencias con la tesis Contribución al Estudio de las Dunas de la Península Ibérica. En 1912 ganó la cátedra de Geografía física en la Universidad de Barcelona, y posteriormente la de Geología en la Universidad Complutense de Madrid. Fue decano de la Facultad de Ciencias desde 1942 hasta su jubilación en 1957.

## Obras
- Nota petrográfica sobre algunas rocas eruptivas de Mallorca (1919).
- Catalogo de la colección de rocas, grandes-bloques, del parque de Barcelona (1921).
- Région volcanique d'Olot (1926).
- Los Minerales, las rocas, los fósiles y las plantas (1940).
- Las clasificaciones modernas de las rocas eruptivas (1942).
- Diccionario Petrográfico. Tomo I. Rocas Eruptivas (1943).
- Publicaciones extranjeras sobre Geología de España (1950).
- Un siglo de investigaciones en las regiones volcánicas de España IGME. (1951).
- Geoquímica de las aguas termales (1956).
- Apuntes de Geología Mineralogía y Nociones de Geoquímica (1957).
- Manual de Geología con 395 figuras. Tercera edición (1958). Manuel Marin & CIA, Editores.